# Xi Pingtai
Xi Pingtai (chinesisch 西平台 Westterrasse) ist ein plattformartiger Hügel an der Ingrid-Christensen-Küste des ostantarktischen Prinzessin-Elisabeth-Lands. Er ragt westsüdwestlich des Discussion Lake am Westrand der Halbinsel Broknes in den Larsemann Hills auf.
Chinesische Wissenschaftler benannten ihn 1993 im Zuge von Kartierungsarbeiten.